# Велибор Михић
Велибор Михић (Мостар) је српски књижевник и драмски писац.

## Биографија
У Србији живи од 1955.
Школовао се у Београду, Сокобањи, Алексинцу, Новоме Саду и Земуну. По образовању је филолог.
Радио је као професор, уредник, новинар и лектор.
Додељена му је Награда Бранислав Нушић.

## Одабрана дела
- Пролећна сезона
- Јеврејин између љубави и страсти, Трећа награда Савеза Јеврејских општина[2]
- Човек који је заборавио да једе[3]